# Zalán
Zalán est un prénom hongrois masculin.

## Étymologie
L'origine est obscure. Il existerait un mot turc signifiant pichet et percussion. Et Zălan (de) est le nom d'un village en Roumanie (Transylvanie).

## Fête
Les "Zalán" se fêtent le 30 mars, mais aussi selon les régions le 14 juillet, le 10 septembre ou le 30 décembre.